# Jiang Ning
Jiang Ning (1 de setembro de 1986) é um futebolista profissional chinês que atua como atacante.

## Carreira
Jiang Ning representou a Seleção Chinesa de Futebol nas Olimpíadas de 2008, quando atuou em casa.